# Vườn quốc gia Lamington
Vườn quốc gia Lamington tọa lạc ở Queensland, Australia, nằm trên Cao nguyên Lamington 75 km về phía nam Brisbane. Đây là một phần của di sản thế giới, Khu bảo tồn rừng mưa nhiệt đới Trung-Đông. Phần lớn vườn quốc gia này nằm trên độ cao 900 m trên mực nước biển, cách bờ Thái Bình Dương 30 km. Cao nguyên này vẫn là một trong những khu bảo tồn muông thú đặc biệt của thế giới.
Cao nguyên và các vách đá ở Lamington và các Vườn quốc gia Springbrook là phần còn lại của the 20 triệu năm núi lửa lớn Wollumbin, Núi Warning. Sông Nerang, Sông Albert và Sông Coomera đều bắt nguồn từ vườn quốc gia này.

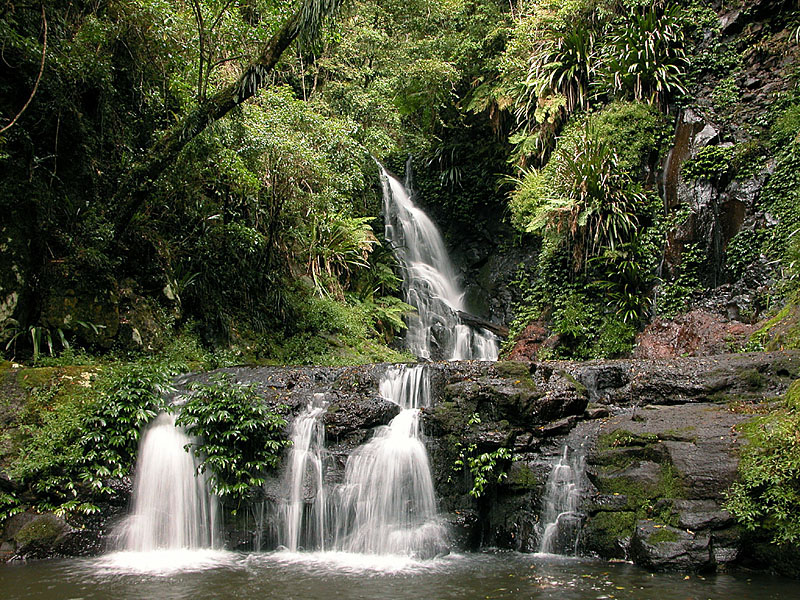
Thác Elabana, Lamington National Park, Queensland, Australia